# Мюлуз (вокзал)
Железнодорожный вокзал Мюлуз-Вилль (фр. Gare de Mulhouse-Ville, нем. Mülhausen Hauptbahnhof; иногда называемый также «Центральный вокзал Мюлуза») — главная железнодорожная станция южноэльзасского города Мюлуз. Железнодорожный вокзал, которым управляет SNCF, с его двумя большими залами и монументальным удлиненным главного фасада, является одной из самых ярких достопримечательностей города.

## История
Первая железнодорожная станция Мюлуза существовала с 1840 года (согласно другим источникам с 1838 года) на некотором расстоянии от нынешнего здания вокзала. Вторая станция, построенная в 1842 году, была недалеко от той, что сегодня находится на линии Страсбург — Базель, и обслуживалась — в регулярно расширяемом виде — до 1929 года. С 1928 по 1932 год была построена нынешняя станция, над ней работали Шарль Шуле, Альберт Долл, Р. Гелис и Густав Умденшток. Здание было взорвано в 1944 году и восстановлено в 1955 году как снаружи, так и внутри.
С 2006 по 2009 год станция была капитально отреставрирована в рамках подготовки к открытию скоростных линий LGV Est européenne и LGV Rhin-Rhône и мюлузского трамвая перед зданием вокзала.
С момента изменения расписания в 2012/2013 годах в декабре 2012 года между Мюлузом и Мюлльхаймом ежедневно ходило до семи пар поездов.
С конца августа 2013 года пара поездов TGV курсирует по маршруту Центральный вокзал Фрайбурга (Брайсгау) — Париж Гар де Льон по железнодорожной линии Мюлльхайм — Мюлуз, которая также останавливается в Мюлузе.
В 2018 году станцию посетили чуть более 5 миллионов путешественников.

## Расстояния от станции
- Париж — Мюлуз (490 900 м)
- Страсбург — Базель (108 316 м)
- Мюлльхайм — Мюлуз (100 000 м)

от привокзальной площади:
- Мюлузский трамвай — Валле-де-ла-Тур
- Мюлузский трамвай (линии 1 и 3)

## Галерея

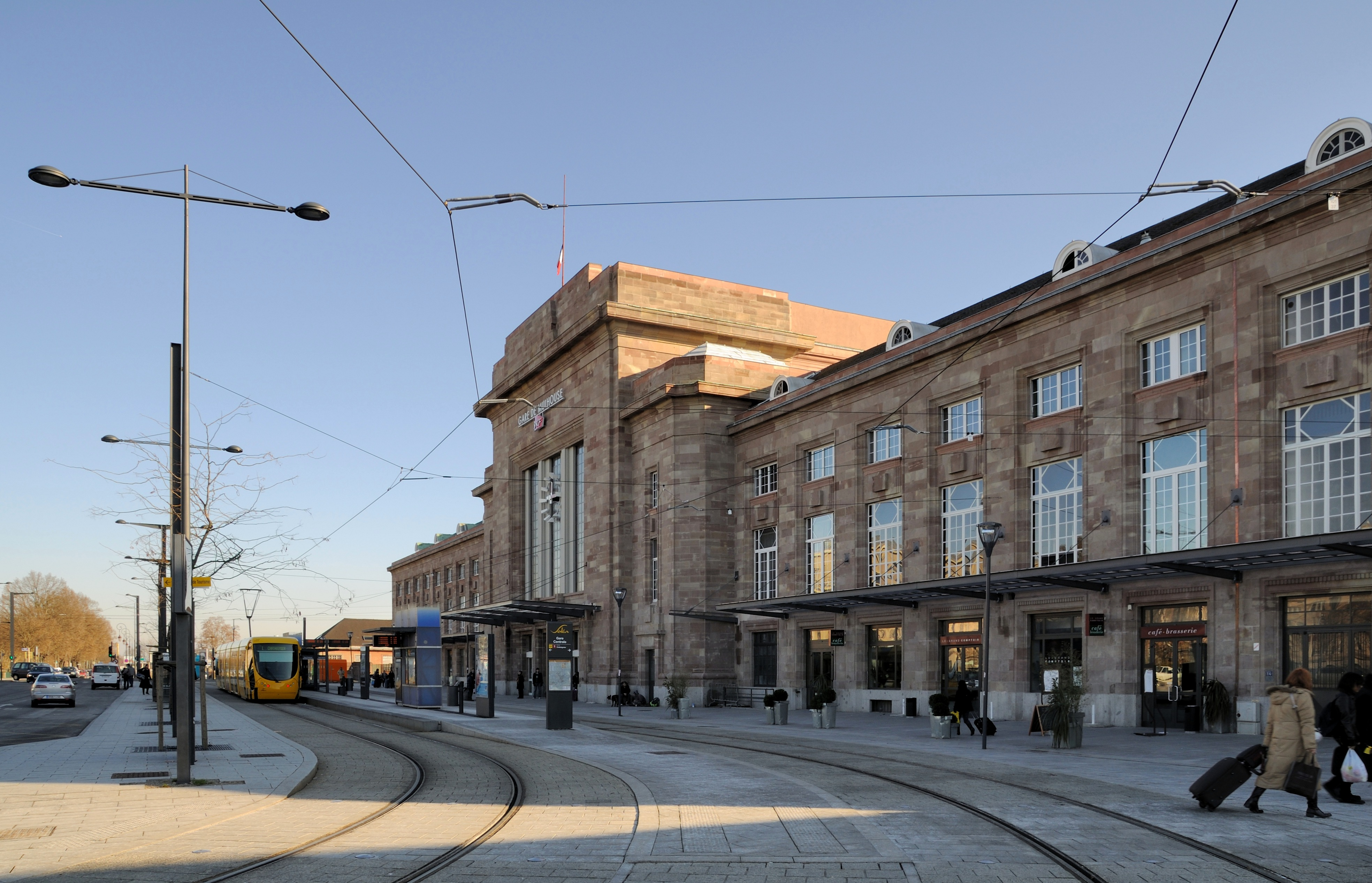
Частичный вид на главный фасад вокзала
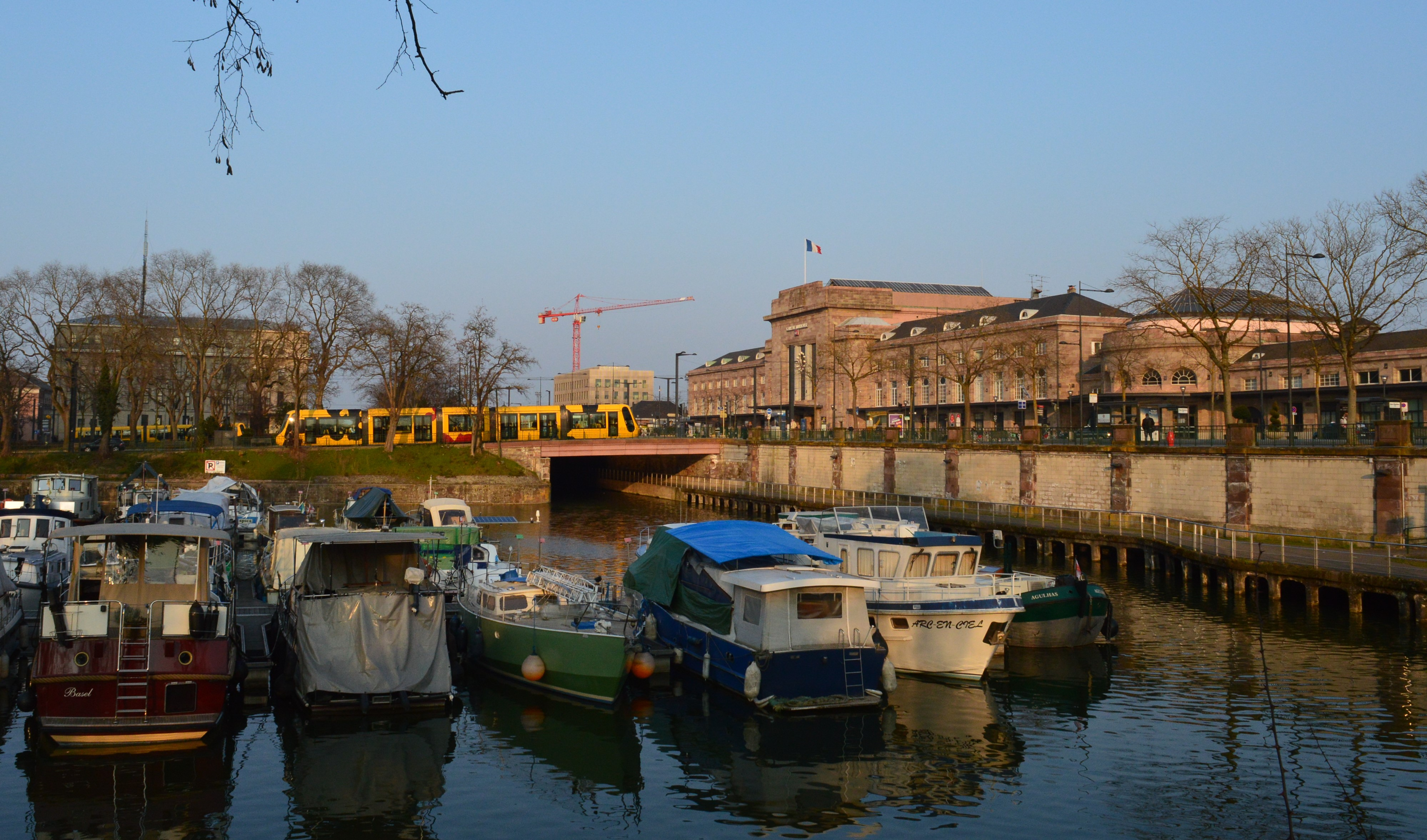
Вид на здание вокзала и канал Рейн-Рона
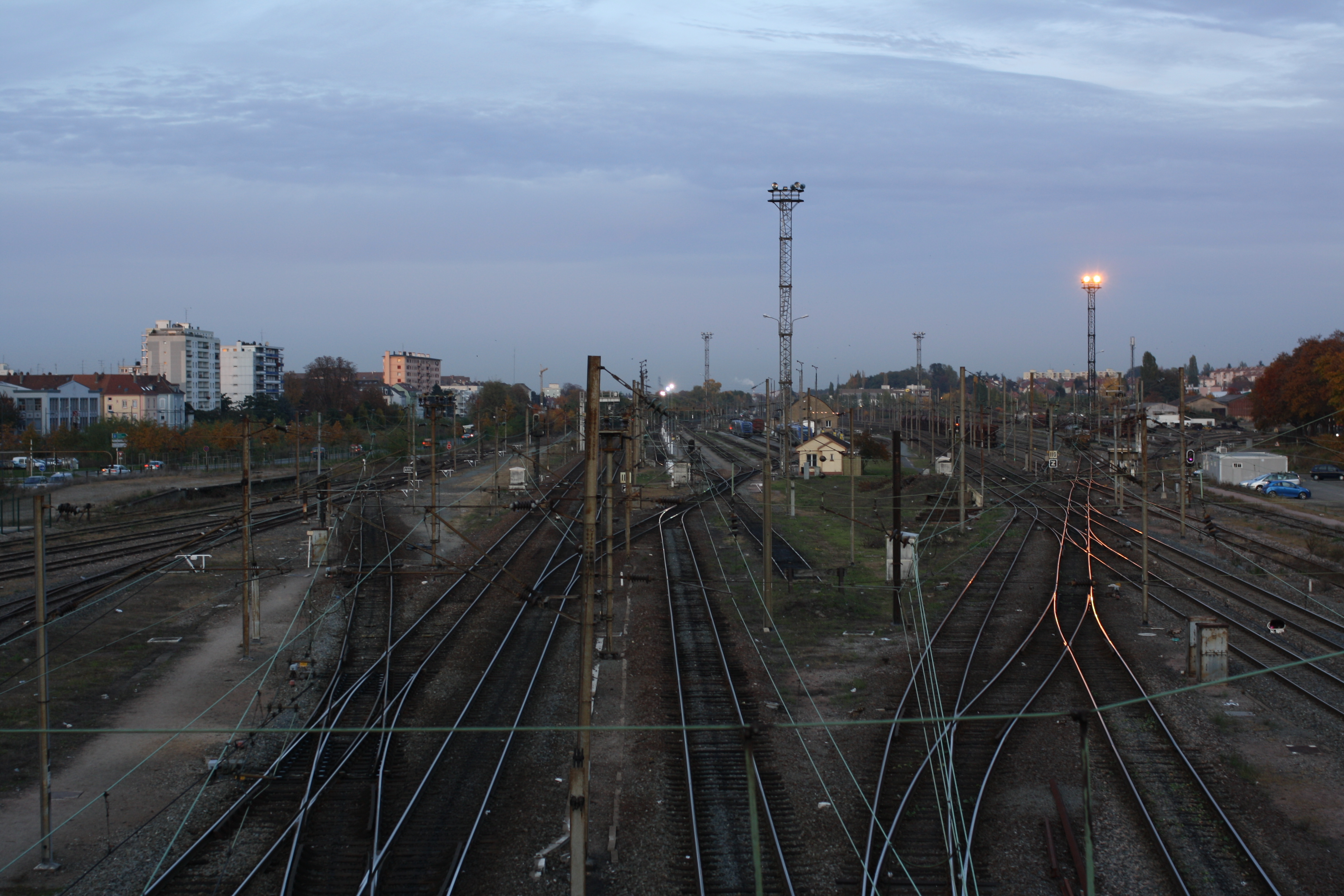
Северо-восточные железнодорожные пути
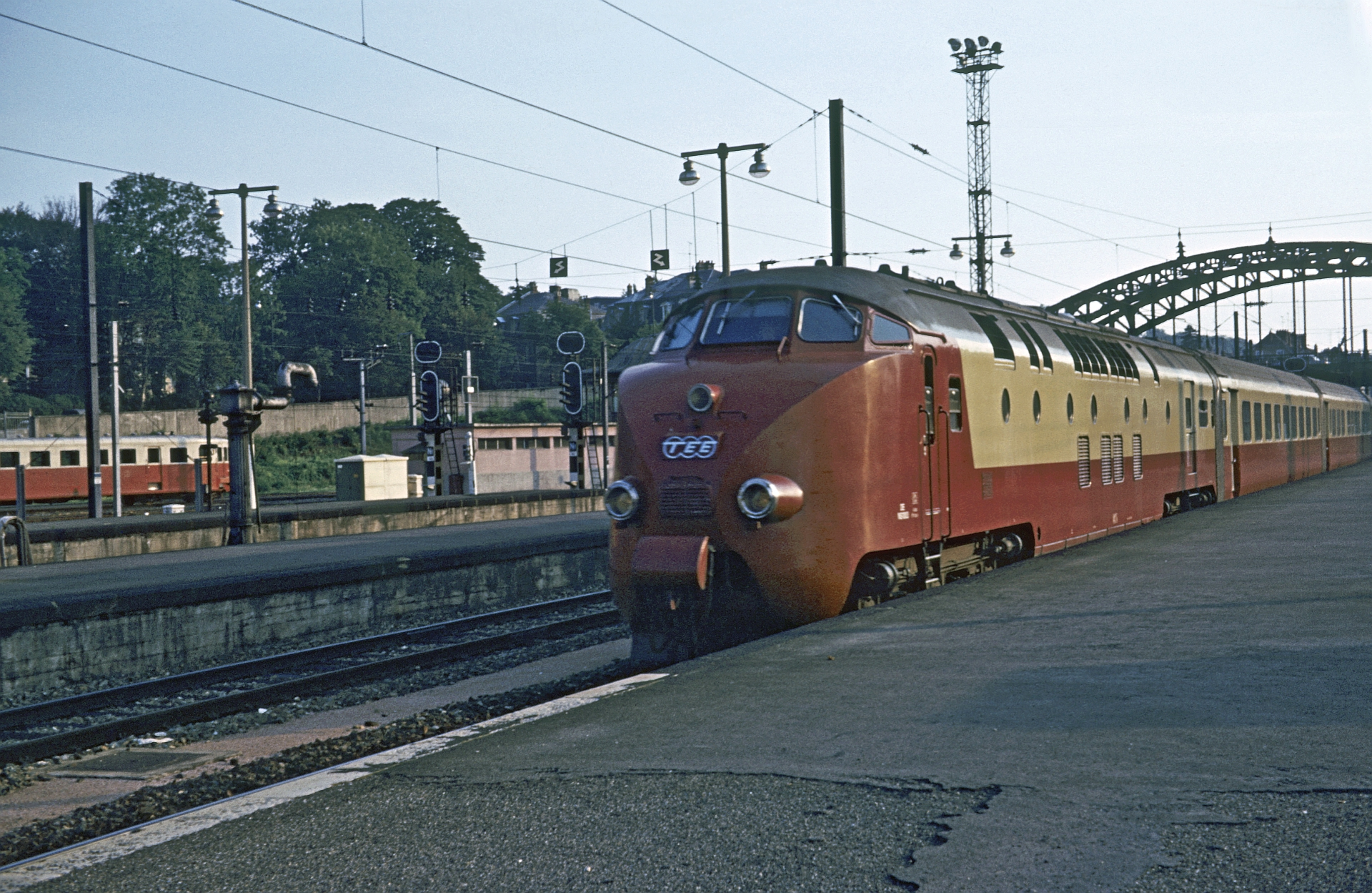
SBB RAm TEE / NS DE IV в качестве TEE Edelweiss в Мюлузе, 1973